# Novi Burets
Novi Burets (en rus: Новый Бурец) és un poble de l'óblast de Kírov, a Rússia, segons el cens del 2010 tenia 337. Pertany al districte (raion) de Viàtskie Poliani.